# فهرست سازمان‌های سکولاریست

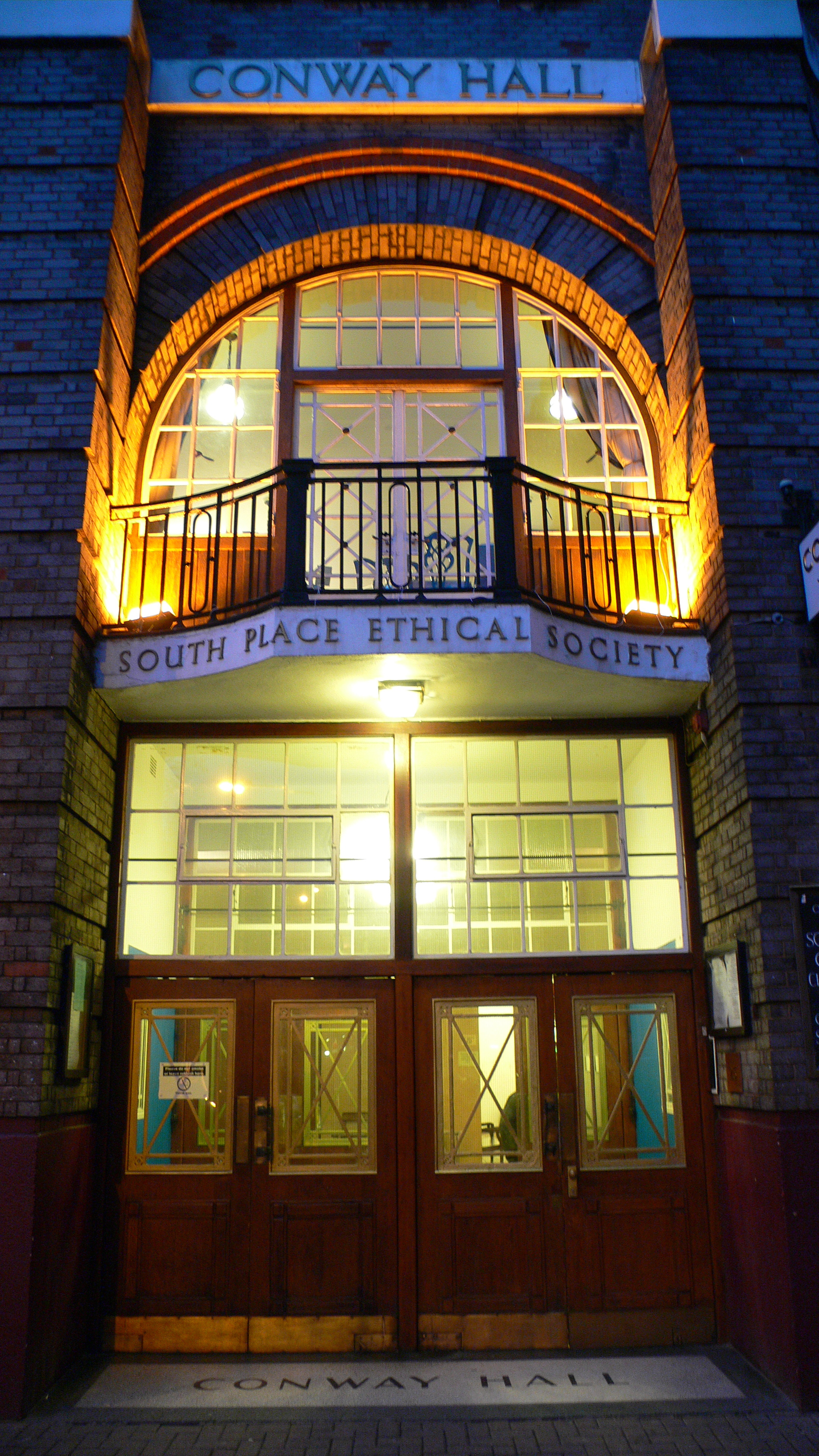
مرکز اومانیست کانوی هال، در محل خانه جنوبی انجمن اخلاقی، قدیمی‌ترین بنیاد اندیشه آزاد در جهان (تأسیس ۱۷۹۳)

سازمان‌های سکولاریست این دیدگاه را ترویج می‌کنند که معیارهای اخلاقی بایستی صرفاً بر اساس خیر بشر در زندگی حال حاضر باشد، بدون ارجاع به مفاهیم ماوراطبیعه مانند خدا یا زندگی پس از مرگ. واژه سکولاریسم توسط جرج یاکوب هالی‌اوک در اصل برای چنین دیدگاهی ساخته شد. سکولاریسم، ممکن است به این مفهوم باشد که دولت‌های سکولار باید در مورد مسئله دین بی‌طرف باشند، یا به مفهوم جدایی دین از سیاست باشد. در اینجا مفهوم اول مد نظر است، هرچند اغلب سازمان‌های فهرست پشتیبان سکولاریسم به مفهوم دوم نیز هستد.
سکولاریست‌ها و سازمان‌های سکولاریست به اشکال مختلف، از جمله؛ ندانم‌گرا، بی‌خدا، آزاداندیش، روشن، خداناباور، طبیعت‌گرا، خردگرا یا شک‌گرا خود را شناسایی می‌کنند.
سازمان‌های فهرست‌شده در اینجا، در هدف سکولاریستی خود مشترک هستند. توجه شود، با اینکه اکثر این سازمان‌ها و اعضایشان خود را بی‌دین تلقی می‌کنند، استثناهایی نیز وجود دارند که در عین پیگیری اهداف سکولاریستی، خود را بی‌دین نمی‌دانند.

## فهرست

### جهانی
- اتحاد جهانی بی‌خدا[۴]
- کلیسای شیطان[۵]
- جنبش روشن‌ها (Brights movement)
- خردگرا جهانی (Rationalist International)
- فدراسیون انسان‌گرای اروپایی (European Humanist Federation)
- اتحادیه بین‌المللی غیر مذهبی و بی‌خدایان (International League of non-religious and atheists)
- اتحادیه جهانی انسان‌گرا و اخلاق‌گرا (International Humanist and Ethical Union)

### استرالیا
- بنیاد بی‌خدای استرالیا (Atheist Foundation of Australia)
- انجمن خردگرای استرالیا (Rationalist Society of Australia)
- حزب سکولار استرالیا (Secular Party of Australia)

### برزیل
- انجمن زمین گرد (Sociedade da Terra Redonda)
- لیگ انسان‌گرای سکولار برزیل (Secular Humanist League of Brazil)

### کانادا
- انسان‌گرا کانادا (Humanist Canada)
- جنبش لائیسیته کبک (Mouvement laïque québécois)
- مرکز جستار کانادا (Centre for Inquiry Canada)
- انجمن اندیشه آزاد کانادا (Freethought Association of Canada)

### آلمان
- شورای مرکزی مسلمانان سابق (Central Council of Ex-Muslims)
- لیگ آزاداندیشان آلمانی (German Freethinkers League)
- بنیاد جوردانو برونو (Giordano Bruno Foundation)

### ایسلند
- سیدمنت (Sidmennt)

### هند
- انجمن خردگرای هندی (Indian Rationalist Association)
- مرکز بی‌خدا (Atheist Centre)
- انجمن علم و خردگرای هند (Science and Rationalists' Association of India)

### اندونزی
- خداناباوران اندونزیایی (Indonesian Atheists)

### ایران
- آتئیست ایران
- انجمن ایرانیان بی‌خدا
- شبکه سکولارهای سبز[۶]

### ایرلند
- ایرلند بی‌خدا (Atheist Ireland)
- انجمن خردگرای ایرلند (Humanist Association of Ireland)
- هومانی (Humani organisation)

### ایتالیا
- اتحادیه ایتالیای ندانم‌گرایان و بی‌خدایان خردگرا (Union of Rationalist Atheists and Agnostics)

### کویت
- انجمن جوانان کویت (Youth Association of Kuwait)

### نیوزیلند
- جامعه خردگرای نیوزیلند (Humanist Society of New Zealand)
- انجمن خردگرایان و انسان‌گرایان نیوزیلند (New Zealand Association of Rationalists and Humanists)

### نروژ
- انجمن انسان‌گرای نروژی (Norwegian Humanist Association)
- جامعه بی‌دینان نروژی (Norwegian Heathen Society)

### فیلیپین
- آزاداندیشان فیلیپینی

### صربستان
- آتئیست صرب

### سنگاپور
- بی‌خدایان سنگاپوری

### سوئد
- انجمن انسان‌گرای سوئدی (Swedish Humanist Association)

### ترکیه
- انجمن اندیشه آتاتورک (Atatürk Thought Association)

### انگلستان
- بنیاد خرد و دانش
- انجمن سکولار ملی (National Secular Society)
- انجمن انسان‌گرای بریتانیایی (British Humanist Association)
- انجمن انسان‌گرای اسکاتلند (Humanist Society Scotland)
- انجمن خردگرا (Rationalist Association)

### ایالات متحده
- پروژه خرد
- بی‌خدایان آمریکایی
- بنیاد خرد و دانش
- بنیاد رهایی از دین
- مرکز جستار (Center for Inquiry)

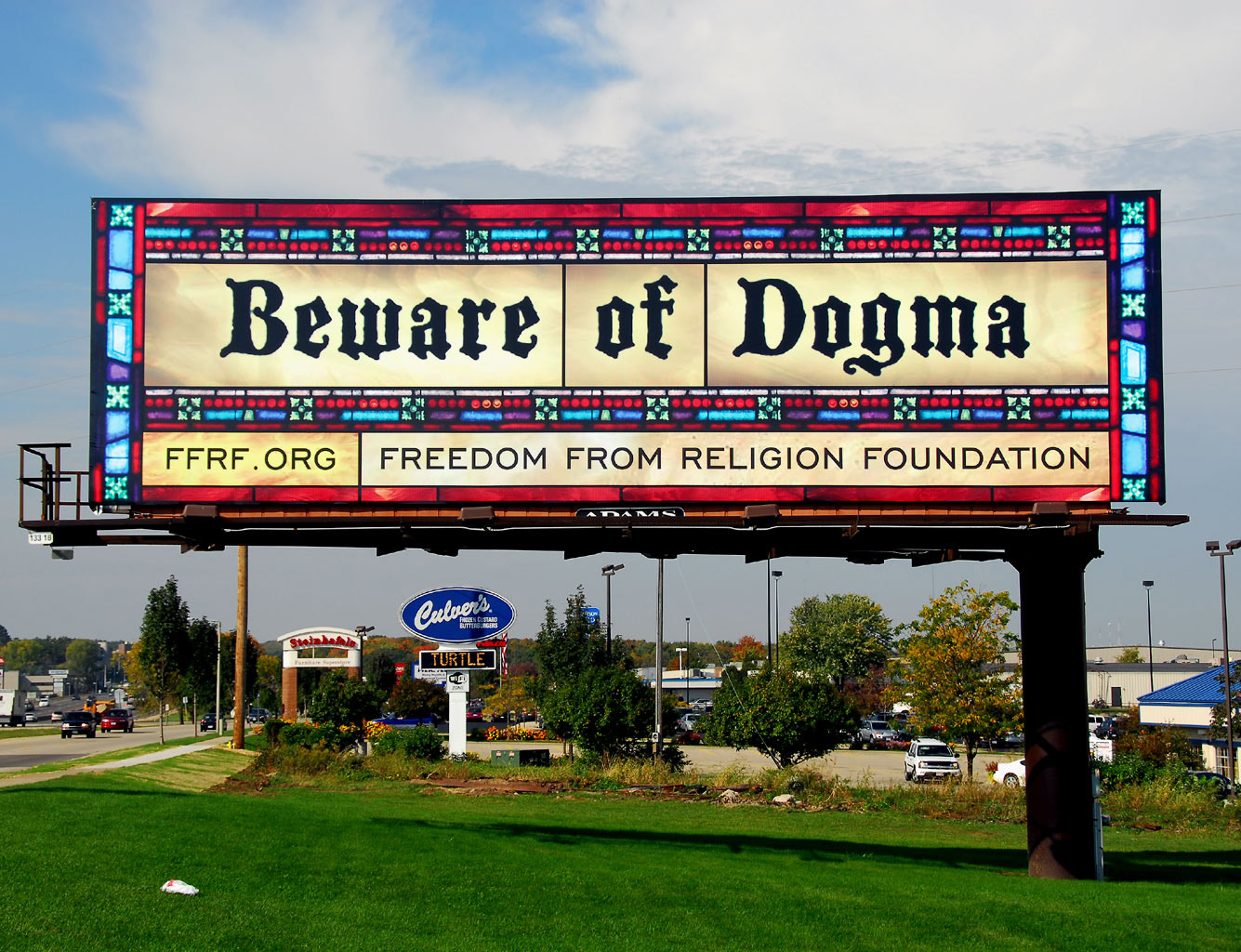
بیلبورد بنیاد رهایی از دین در اتوبان

- انجمن انسان‌گرای آمریکایی (American Humanist Association)
- شورای انسان‌گرایی سکولار (Council for Secular Humanism)